# Саилана (княжество)

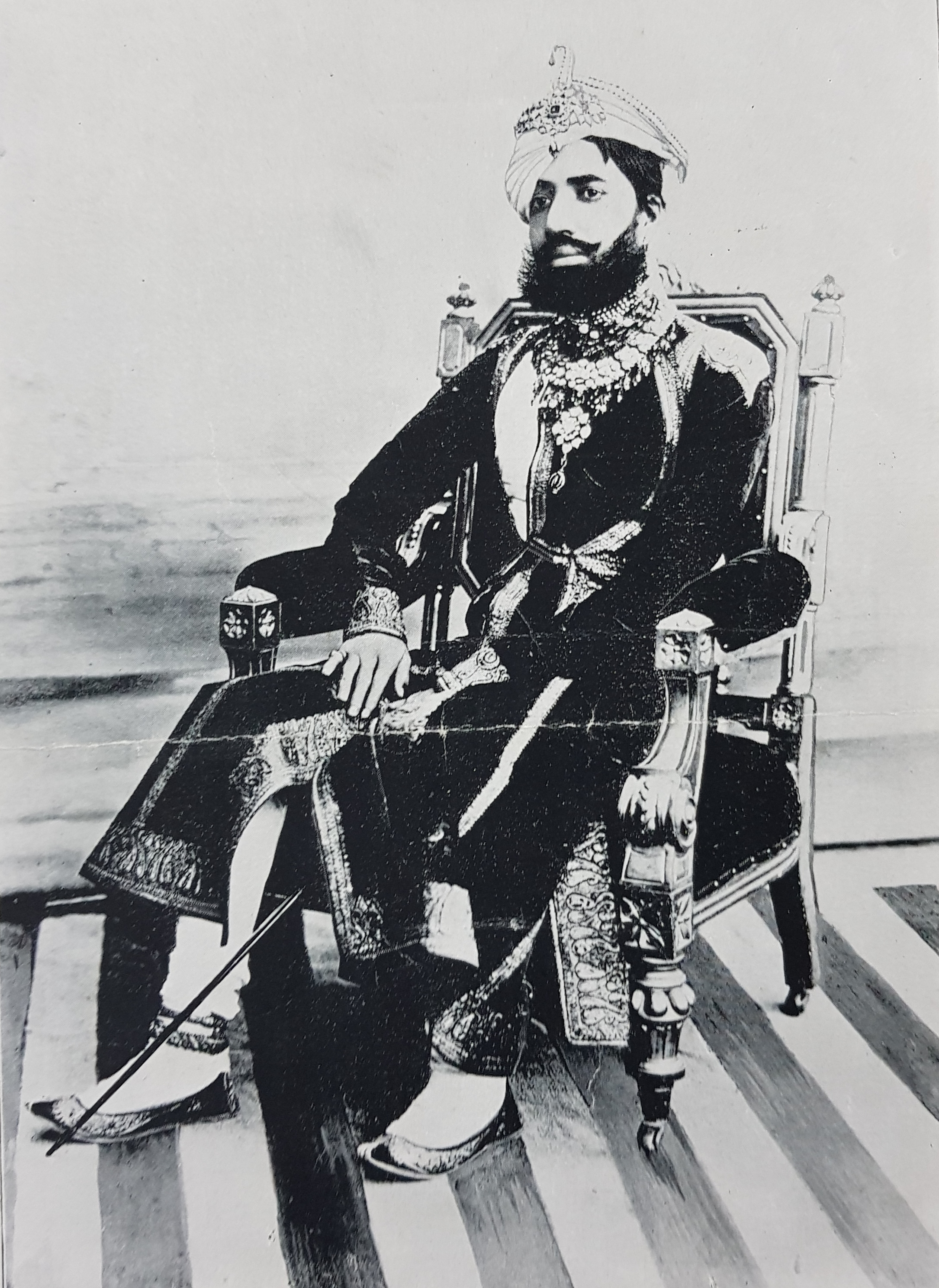
Джасвант Сингх II, Раджа княжества Саилана (1895—1919)

Княжество Саилана — туземное княжество Британской Индии. Княжество имело право на 11-пушечный салют, входило в состав Агентства Малва Центрально-Индийского Агентства во время британского владычества. По оценкам, доход государства составлял 5 00 000 рупий.

## История
Государство Саилана было основано Раджой Джай Сингхом (1698—1757), правнуком Махараджи Ратан Сингха (1618—1658), основателя государства Ратлам. В 1716 году Джай Сингх отомстил своему дяде за убийство отца, он убил его в ожесточенной битве при Сагоде и обеспечил княжеский трон Ратлама для своего старшего брата. Затем оба брата разделили государство между собой. Первоначально столица Джай Сингха находилась в Раоти. Он построил Саилану в качестве своей новой столицы в 1736 году.
В этот период влияние маратхов в Центральной Индии росло, и несколько княжеств были аннексированы или вынуждены платить дань пешве. Однако у Джая Сингха хватило мудрости заключить союз с маратхскими чиновниками, он помог агенту пешвы Амбаджи Пант Тримбак Пурандаре собрать дань в Малве и использовал эту ситуацию для аннексии окружающих земель. Он участвовал в 22 битвах в течение своей жизни, утвердившись в качестве независимого правителя.
На смену Джаю Сингху пришла череда слабых правителей. В правление Мокхама Раджи Сингха значительную часть территории Саиланы была аннексирована княжествами Синдия и Холкар. Раджи Саиланы в дальнейшем были вынуждены платить дань княжеству Гвалиор.
Раджа Лакшман Сингх из Саиланы попытался вытеснить гвалиорскую династию Сциндия из своего королевства, в 1818 году он отказался платить чаут, который регулярно взимался. В ответ князь Гвалиора отправил армию под командованием Буджанга Рао, которая имела европейское оружие и была обучена французам, но проиграла. Гвалиорцы были разбиты на пути к Саилане Лакшманом Сингхом. Взятые в плен воины получили разрешение вернуться обратно, но все их орудия и артиллерия были отобраны . В 1819 году Бапу Рао Сциндия был назначен наказать раджу Саиланы и потребовать от него дань. Бапу Рао ранее был послан династией Сциндия, чтобы победить и взыскать дань с Махараджи Джайпура и Махараны Удайпура. В 1818 году гвалиорский полководец Бапу Сциндия во главе армии был отправлен, чтобы взять дань с княжеств Ратлам и Саилана. Обе стороны обратились за посредничеством с британскому представителю, сэру Джону Малкольму. 5 января 1819 года Джон Малкольм выступил посредником между княжествами Гвалиор и Саилана, после чего Раджа Лакшман Сингх принял британскую защиту и согласился выплатить Гвалиору фиксированную дань в размере 4200 фунтов стерлингов до 1860 года. Даулат Рао Сциндия согласился воздерживаться от любого вмешательства в дела княжества Саилана.
Во время британского правления Саилана развивалась при способном правлении Раджи Джашванта Сингха II, а затем при его сыне Радже Дилипе Сингхе, в последующие годы было проведено множество реформ, при этом особое внимание было уделено образованию и обеспечению местных образовательных учреждений. К 1947 году образование и медицинская помощь стали бесплатными, местный муниципалитет стал демократическим, а судебная и исполнительная власти стали независимыми друг от друга. Хотя экономика была в основном сельскохозяйственной, некоторая ограниченная индустриализация включала маслобойни и металлургические заводы.
15 июня 1948 года Раджа Дилип Сингх подписал договор о присоединении к Индийскому союзу.

## Правители
Правителями княжества Саилана была раджпутская династия Ратхор, имевшая общую родословную с Махараджами Джодхпура и Ратлама.

### Раджи
| Имя                                                                                      | Годы правления                                 |
| ---------------------------------------------------------------------------------------- | ---------------------------------------------- |
| Джай Сингх (1698—1757), второй сын Раджи Шриманта Кешри Сингхджи Бахадура, Раджи Ратлама | 1736-1757                                      |
| Джасвант Сингх (? — 1772), третий сын предыдущего                                        | 1757-1772                                      |
| Аджаб Сингх (? — 1782), младший брат предыдущего                                         | 1772-1782                                      |
| Мокхам Сингх (? — 1797), старший сын предыдущего                                         | 1782-1797                                      |
| Лакшман Сингх (? — 1826), единственный сын предыдущего                                   | 1797-1826                                      |
| Ратан Сингх (? — 1827), сын предыдущего                                                  | 1826-1827                                      |
| Нахар Сингх (? — 23 августа 1841), дядя предыдущего                                      | 1827-1841                                      |
| Такхат Сингх (? — 17 сентября 1750), единственный сын предыдущего                        | 1841-1850                                      |
| Раджмата Натх Канварджи (регент)                                                         | 1850-1859                                      |
| Дулех Синг (1840 — 11 октября 1895), единственный сын Такхата Сингха                     | 1850-1895                                      |
| Дашвант Сингх II (3 сентября 1864 — 13 июля 1919), приёмный сын предыдущего              | 1895-1919                                      |
| Дилеп Сингх (18 марта 1891 — 8 февраля 1961), старший сын предыдущего                    | 1919 — 1948 (1948—1961 — титулярный правитель) |
| Дигвиджая Сингх (15 октября 1918—1990), старший сын предыдущего                          | 1961-1990 (титулярный правитель)               |
| Викрам Сингх (род. 13 декабря 1951), старший сын предыдущего                             | 1990 — настоящее время (титулярный правитель)  |

## Джагирдары княжества
Все джагирдары обязаны верностью и служением правителю и платили сессу и танке. Ни один джагирдар не имеет права усыновлять ребёнка без разрешения раджи. Джагирдарам 1-го класса разрешается носить золотые ножные браслеты, и при их наследовании они должны были быть утверждены самим правящим раджой. Половина земель княжества была отчуждена из-за большого количества джагиров. Раджа Дилип Сингх (1919—1948) позднее ликвидировал нескольких джагиров и заменил их губернаторами. Эта жесткая, но эффективная мера помогла доходам княжества, которые затем были использованы для обеспечения медицинских и образовательных учреждений в Саилане.

## Монеты Саиланы

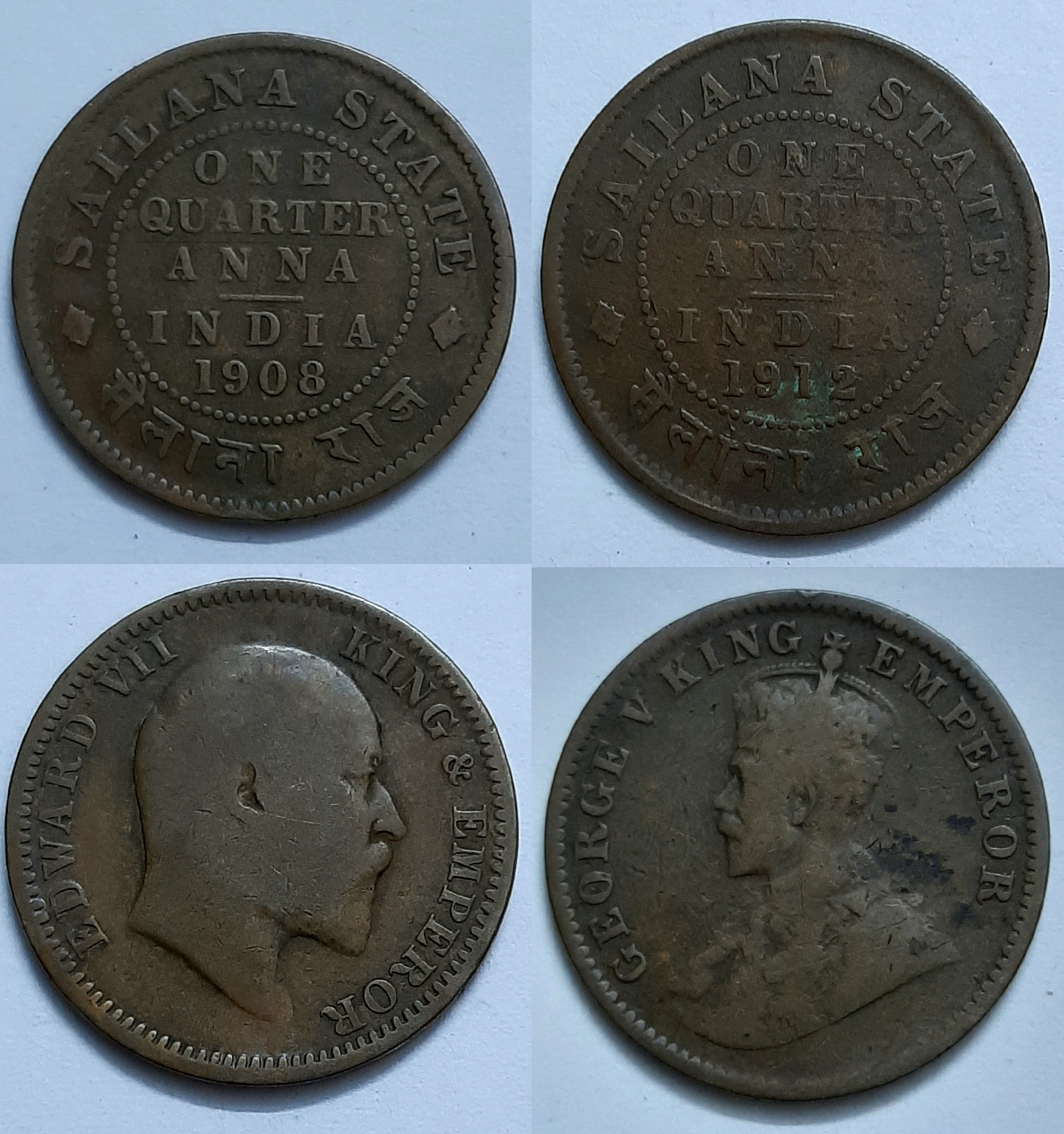
Монеты княжества Саилана, отчеканенные в 1908 и 1912 годах

Первоначальной валютой Сайланы был «Салим Шахи». Это были медные монеты, которые чеканились в княжестве Саилана. Однако после 1897 года Салим Шахи был прекращен и заменен британской рупией. Саилана находилась под британским покровительством и выпускала монеты того же дизайна, что и британские индийские монеты, чеканившиеся теми же монетными дворами. Монеты в одну четверть анна (1 пайса) Саиланы чеканились в течение 2 лет — 1908 и 1912 — эти монеты были того же размера, веса и состава, что и британская индийская монета в одну четверть анны. На одной стороне этих монет был изображен портрет императора Эдуарда VII в 1908 году и Георга V в 1912 году. На реверсе монеты было указано название государства Саилана.